# Zéramdine (délégation)
Zéramdine est une délégation tunisienne dépendant du gouvernorat de Monastir.
| Hommes | Classe d’âge | Femmes |
| ------ | ------------ | ------ |
| 421    | 75 ou +      | 657    |
| 1 697  | 60-74 ans    | 1 878  |
| 2 581  | 45-59 ans    | 2 711  |
| 3 173  | 30-44 ans    | 3 342  |
| 3 284  | 15-29 ans    | 3 252  |
| 4 040  | 0-14 ans     | 3 696  |